# Фрейвалдс, Эдмундс
Эдмундс Фрейвалдс (латыш. Edmunds Freivalds; 2 августа 1891, Либава — 6 августа 1922, Ригас Юрмала) — латвийский журналист. Сын издателя, редактора и педагога Карлиса Фрейвалдса.
Окончил Либавскую Николаевскую гимназию (1910), в 1910—1911 гг. изучал филологию в Новороссийском университете, затем перешёл в Московский университет для изучения права и окончил его в 1915 г.
В 1916—1917 гг. работал редактором издававшейся в Петрограде латышской газеты Baltija, затем в 1917 г. в выходившей в Валке газете Līdums. В 1918 году вернулся в Латвию в период борьбы за независимость и вместе с отцом вошёл в состав Народного совета Латвии как представитель Латышского крестьянского союза. Некоторое время был секретарём премьер-министра Карлиса Улманиса. 4 марта 1919 года был назначен руководителем Латвийского бюро прессы Latopress, базировавшегося в Лиепае и предназначенного для организации информационной поддержки молодого государства в иностранной прессе; в дальнейшем бюро было преобразовано в латвийское информационное агентство LETA. 15 марта 1920 года отозван в Ригу на должность руководителя информационного отдела министерства иностранных дел Латвии, которую занимал до конца жизни. Одновременно занял пост главного редактора органа Латышского крестьянского союза газеты Brīvā Zeme. Публиковал под своим именем статьи о политике и фельетоны, выступал также как музыкальный критик под псевдонимом Fidelio.
Утонул во время купания в Рижском заливе.